# Lettische Badmintonmeisterschaft 1967
Die Lettische Badmintonmeisterschaft 1967 fand in Riga statt. Es war die vierte Auflage der nationalen Titelkämpfe von Lettland im Badminton, zu dieser Zeit noch als Meisterschaft der Sowjetrepublik.

## Titelträger
| Disziplin    | Sieger                            |
| ------------ | --------------------------------- |
| Herreneinzel | Jānis Ieviņš                      |
| Dameneinzel  | Skaidrīte Ieviņa                  |
| Herrendoppel | Viesturs Urdziņš Juris Jirgensons |
| Damendoppel  | Gundega Grīnuma I. Akmentiņa      |
| Mixed        | Jānis Ieviņš Gundega Grīnuma      |